# Helmut Kaufhold
Helmut Kaufhold (* 22. Mai 1903 in Berlin-Friedenau; † 7. März 1974 in Gütersloh) war ein deutscher Politiker der CDU.

## Ausbildung und Beruf
Helmut Kaufhold besuchte das Helmholtz-Gymnasium in Friedenau, auf dem er 1923 sein Abitur machte. Von 1923 bis 1926 absolvierte er ein Studium der Rechts- und Staatswissenschaften an der Georg-August-Universität in Göttingen und Berlin. In Göttingen trat er 1923 in die Burschenschaft Holzminda ein. 1927 wurde er Gerichtsreferendar, 1928 erfolgte die Promotion. Ab 1931 war er Gerichtsassessor und 1932 wurde er Magistratsrat in Berlin. 
Kaufhold trat Herbst 1933 einem Reitersturm der SS bei. Am 27. August 1940 beantragte er die Aufnahme in die NSDAP und wurde zum 1. Oktober desselben Jahres aufgenommen (Mitgliedsnummer 8.185.162). Er war Kriegsteilnehmer und von 1940 bis 1945 Regierungsrat der Reserve und Referent im Oberkommando der Kriegsmarine in Berlin. 
Als Arbeiter und Angestellter war er von 1946 bis 1948 tätig. Von 1948 bis 1950 in freiberuflicher Tätigkeit, wurde er 1950 Anwaltsassessor und 1951 Hilfsrichter am Verwaltungsgericht in Minden. Dort wirkte er ab 1954 bis zu seiner Pensionierung 1968 als Verwaltungsgerichtsrat.

## Politik
Helmut Kaufhold war Mitglied der CDU und vom 30. Oktober 1951 bis zum 4. Juli 1954 Mitglied des Landtages von Nordrhein-Westfalen, in den er während der laufenden 2. Wahlperiode als Abgeordneter des Wahlkreises 136 (Wiedenbrück) nachrückte.
Von 1952 bis 1954 war er Bürgermeister der Stadt Gütersloh.

## Veröffentlichungen
- Das parlamentarische Untersuchungsverfahren. Göttingen, 1928, Dissertation.